# Gand-Wevelgem 1946
La Gand-Wevelgem 1946, ottava edizione della corsa, si svolse il 16 maggio per un percorso di 200 km, con partenza a Gand ed arrivo a Wevelgem. Fu vinta dal belga Ernest Sterckx della squadra La Française davanti ai connazionali Maurice Desimpelaere e Michel Remue.

## Ordine d'arrivo (Top 10)
| Pos. | Corridore            | Squadra            | Tempo    |
| ---- | -------------------- | ------------------ | -------- |
| 1    | Ernest Sterckx       | La Française       | 5h42'00" |
| 2    | Maurice Desimpelaere | Alcyon-Dunlop      | s.t.     |
| 3    | Michel Remue         | Alcyon-Dunlop      | s.t.     |
| 4    | Karel Debaere        | Mercier-Hutchinson | a 2'30"  |
| 5    | Stan Ockers          | Metropole-Dunlop   | a 2'35"  |
| 6    | Achiel Buysse        | Dilecta            | a 3'03"  |
| 7    | Maurice Dischatcht   | Individuale        | a 3'08"  |
| 8    | Omer Huwel           | Individuale        | a 5'40"  |
| 9    | Frans Bonduel        | Dilecta            | a 6'00"  |
| 10   | René Janssens        | Metropole-Dunlop   | a 8'00"  |